# FC Avenir Beggen
Football Club Avenir Beggen je lucemburský fotbalový klub z města Lucemburk, ze čtvrti Beggen. Založen byl roku 1914 jako FC Daring Beggen, ovšem již za rok přijal název Avenir, o nějž přišel jen během 2. světové války (tehdy se jmenoval SV 1915 Beggen). Šestkrát vyhrál lucemburskou ligu (1968–69, 1981–82, 1983–84, 1985–86, 1992–93, 1993–94), sedmkrát lucemburský fotbalový pohár (1982–83, 1983–84, 1986–87, 1991–92, 1992–93, 1993–94, 2001–02). Mnohokrát hrál evropské poháry, největším úspěchem je postup do druhého kola Poháru vítězů pohárů v sezóně 1974–75. Ze 36 evropských klání vyhrál ovšem jen tři.